# Strange Confession
Pour plus de détails, voir Fiche technique et Distribution.
Strange Confession est un film américain réalisé par John Hoffman, sorti en 1945.

## Fiche technique
- Titre : Strange Confession
- Réalisation : John Hoffman
- Scénario : M. Coates Webster et Jean Bart
- Photographie : Maury Gertsman
- Société de production : Universal Pictures
- Pays d'origine : États-Unis
- Format : Noir et blanc - 1,37:1 - Mono
- Genre : horreur
- Date de sortie : 1945

## Distribution
- Lon Chaney Jr. : Jeffrey Carter
- Brenda Joyce : Mary Carter
- J. Carrol Naish : Roger Graham
- Milburn Stone : Stevens
- Lloyd Bridges : Dave Curtis
- Addison Richards : Dr. Williams
- Mary Gordon : Mrs. O'Connor
- George Chandler : Harper
- Wilton Graff : Brandon
- Francis McDonald : José Hernandez
- Christian Rub : Mr. Moore